# Canned Heat (альбом)
Canned Heat — дебютный студийный альбом американской блюз-рок-группы Canned Heat, записанный продюсером Кэлом Картером и выпущенный записывающей компанией Liberty Records в июле 1967 года, вскоре после выступления группы на фестивале в Монтерее.

## Об альбоме
Диск, материал которого был составлен исключительно из блюзовых каверов, поднялся до 76-й позиции в Billboard Top LP’s.
Альбом Canned Heat был перевыпущен на CD в 1999 году французским лейблом MAM Productions под заголовком Rollin’ and Tumblin’.

## Список композиций
1. «Rollin’ and Tumblin’» (Хэмбон Вилли Ньюберн[англ.]) — 3:11
2. «Bullfrog Blues» (народная) — 2:20
3. «Evil Is Going On[англ.]» (Вилли Диксон) — 2:24
4. «Goin’ Down Slow[англ.]» (Сент-Луис Джимми Оден[англ.]) — 3:48
5. «Catfish Blues» (Роберт Петуэй[англ.]) — 6:48
6. «Dust My Broom[англ.]» (Роберт Джонсон, Элмор Джеймс) — 3:18
7. «Help Me[англ.]» (Сонни Бой Уильямсон II) — 3:12
8. «Big Road Blues» (Томми Джонсон[англ.]) — 3:15
9. «The Story of My Life» (Гитар Слим) — 3:43
10. «The Road Song» (Флойд Джонс[англ.]) — 3:16
11. «Rich Woman[англ.]» (Дороти Лабостри[англ.], Мак-Кинли Миллет[англ.]) — 3:04

## Участники записи
Canned Heat:
- Боб Хайт[англ.] — вокал
- Алан Уилсон[англ.] — слайд-гитара, вокал, губная гармоника
- Генри Вестайн — ведущая гитара
- Ларри Тейлор — бас-гитара
- Адольфо де Ла Парра[англ.] — ударные